# 港川人

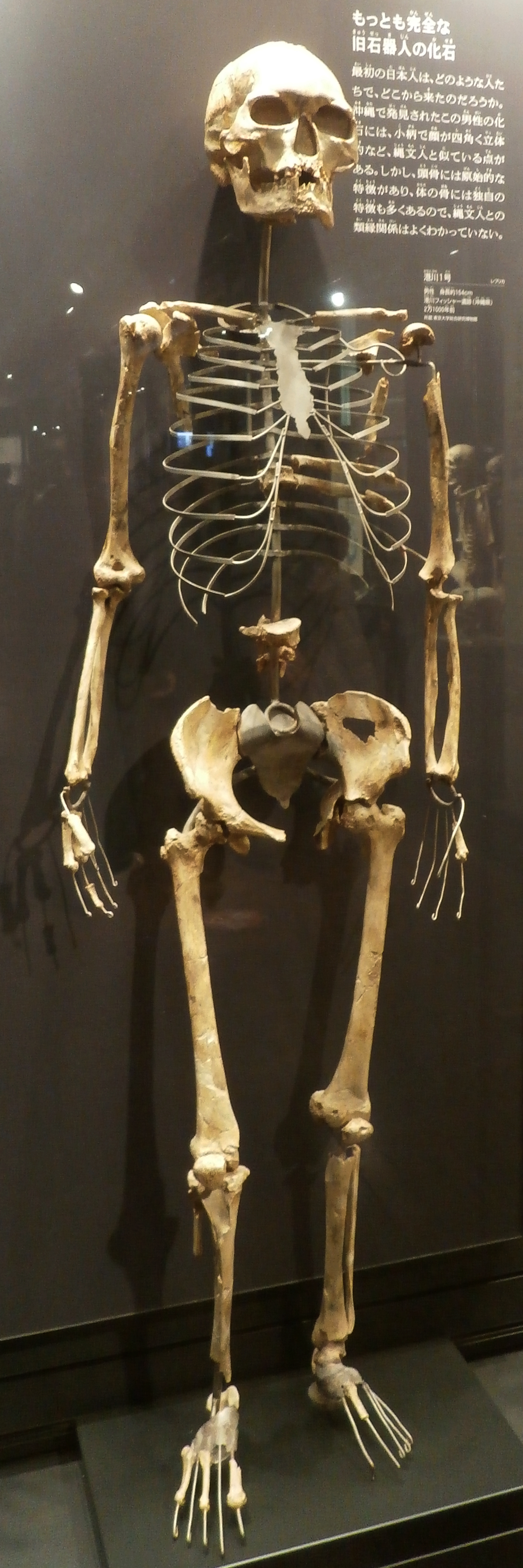
港川人（港川1号）全身骨格（複製）
国立科学博物館展示

港川人（みなとがわじん、Minatogawa man）は、約20000～22000年前に日本列島南西部の沖縄諸島（現在の沖縄県）に存在していたとされている人類である。

## 概要

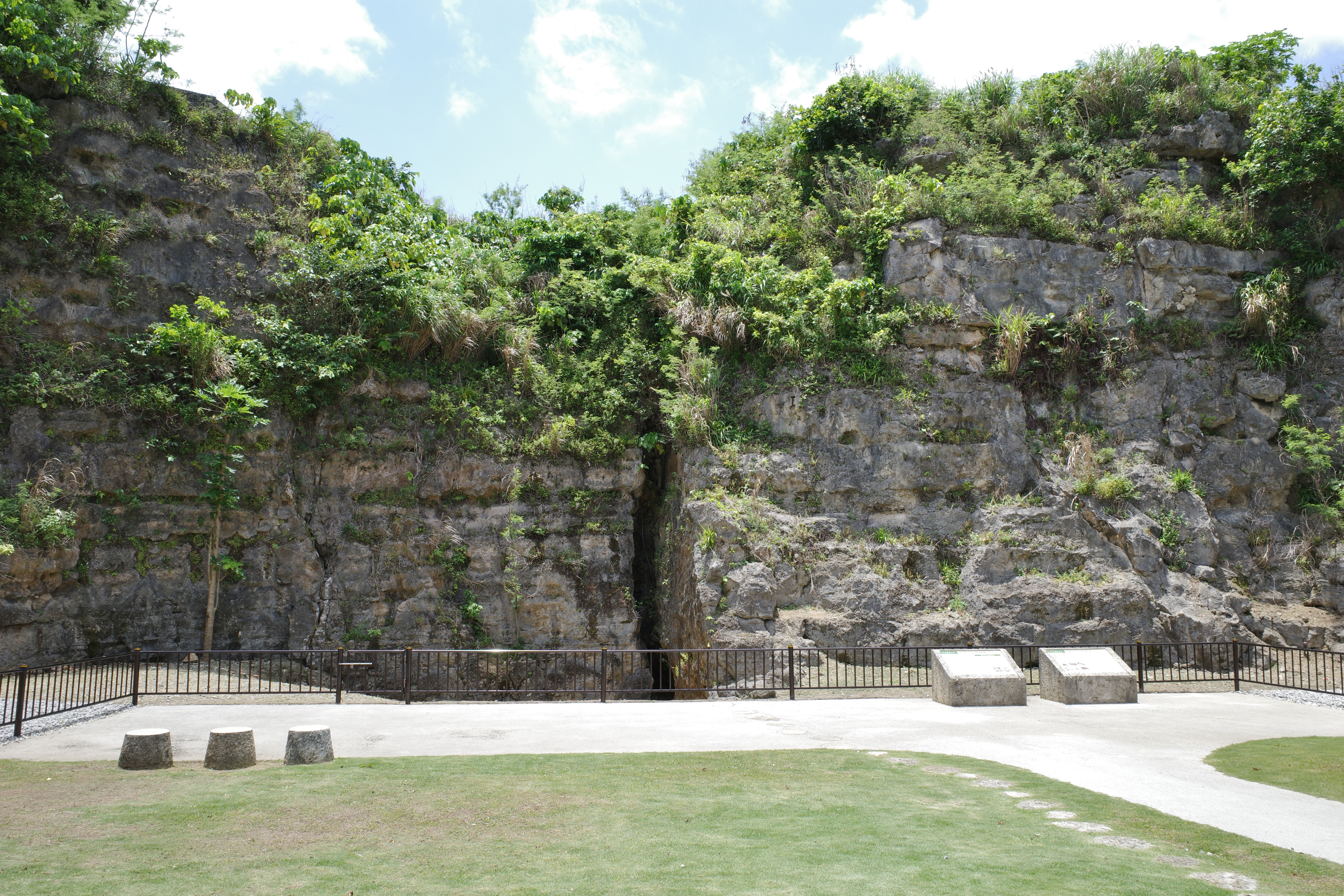
港川遺跡のフィッシャー

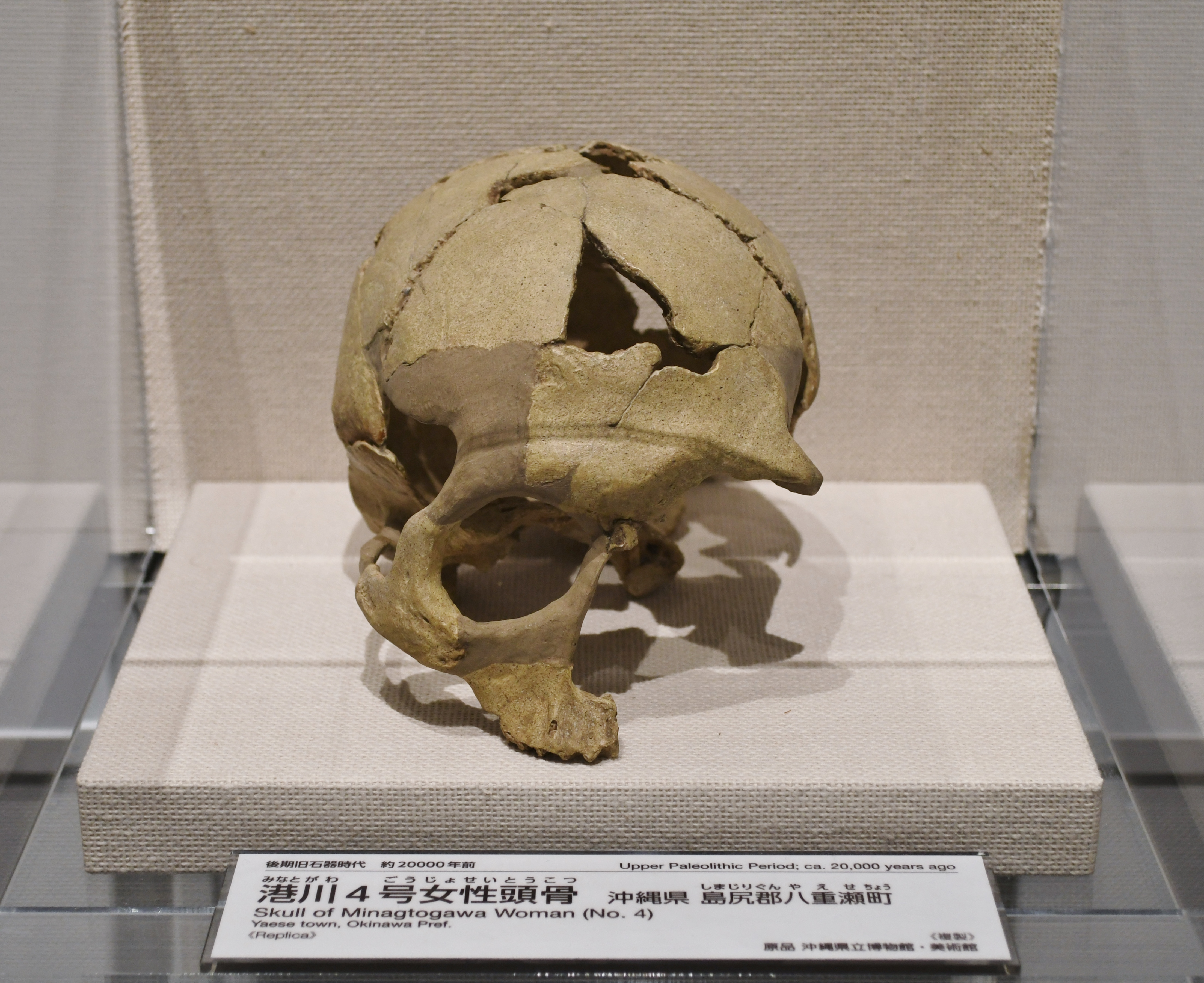
港川人女性（港川4号）頭骨（複製）
国立歴史民俗博物館展示

1967年（昭和42年）、アマチュア考古学研究家の大山盛保が、沖縄県島尻郡具志頭村港川（現在の八重瀬町字長毛）の海岸に近い石切場にある裂罅（れっか。割れ目のことで、英語では"fissure"（フィッシャー））で、多数のイノシシの化石を発掘（港川遺跡）。翌1968年（昭和43年）1月には断片的な人骨を発見した。
大山はさらに発掘を続け、1970年（昭和45年）8月から12月にかけて、4体（男性1体、女性3体）の全身骨格（港川人骨）を発見。東京大学の鈴木尚により同定が行われた。この人骨は約2万年前～2万2千年前のものとされ、石垣島の白保竿根田原洞穴遺跡で約2万7千年前の人骨が発見されるまで、日本列島で発見され、全身骨格の形で残っている人骨の中で、最も古いものであった。
4体の港川人骨の身長は、男性で約155センチメートル、女性は144センチメートルと小柄で、下半身は筋肉質のしっかりとした体型だったが、上半身は華奢で肩や腕の力は弱く、握力と咀嚼力は強かったことが骨から読み取れるという。骨内部のレントゲン調査では「ハリス線」と呼ばれる病気や栄養不足による成長阻害によって生じる筋状の痕跡が見られ、生活環境が厳しかった可能性が指摘されている。

## 縄文人との関係
かつて、港川人の子孫が後に縄文人となった（すなわち直接の先祖）との推測もあった。
しかし、国立科学博物館等の研究チームが2009年（平成21年）に発表した分析結果によれば、港川人の顔立ちは、現在の人類では、オーストラリア先住民やニューギニアの集団に近いという。国立科学博物館研究主幹（当時）の海部陽介は、港川人の祖先は、5万～1万年前の東南アジアやオーストラリアに広く分布していた集団から由来した可能性が高いが、同様の経路で日本列島へ移住し縄文人の祖先となった集団とは異なると考えられると述べ、またその後、港川人の子孫は日本列島にもアジアにも残らず、近縁の集団はオーストラリアなどにのみ残ったと考えられるとしている。
2021年（令和3年）には、男性人骨（港川1号）のミトコンドリアDNAの全塩基配列が解読され、港川人はハプログループMの基盤的な系統に位置しており、現代の日本人や縄文人、弥生人に多く見られる祖先型の遺伝子を持つものの、そのいずれとも特徴が異なっていることが分かった。したがって港川人は縄文人の直接の先祖ではなく、それぞれは共通の祖先から東南アジア付近で分岐した子孫と考えられる。

## 沖縄の古代人骨
沖縄の古代人骨としては、1968年（昭和43年）に那覇市山下町の山下町第一洞穴遺跡から発見された約3万2000年前の旧石器時代の化石人骨（山下洞人）が知られている。また、全身骨格としては、石垣市の白保竿根田原洞穴遺跡から発見された数体の全身骨格のうちのひとつについて、沖縄県教育委員会は2017年（平成29年）に港川人より5千年古い約2万7千年前のものであると発表している。
港川遺跡から約1.5kmの距離にある南城市のサキタリ洞遺跡では、2014年（平成26年）に少なくとも9000年以上前の人骨が発掘されており、調査が行われるとともに、港川人との関係等についての研究が進められている。

## 展示

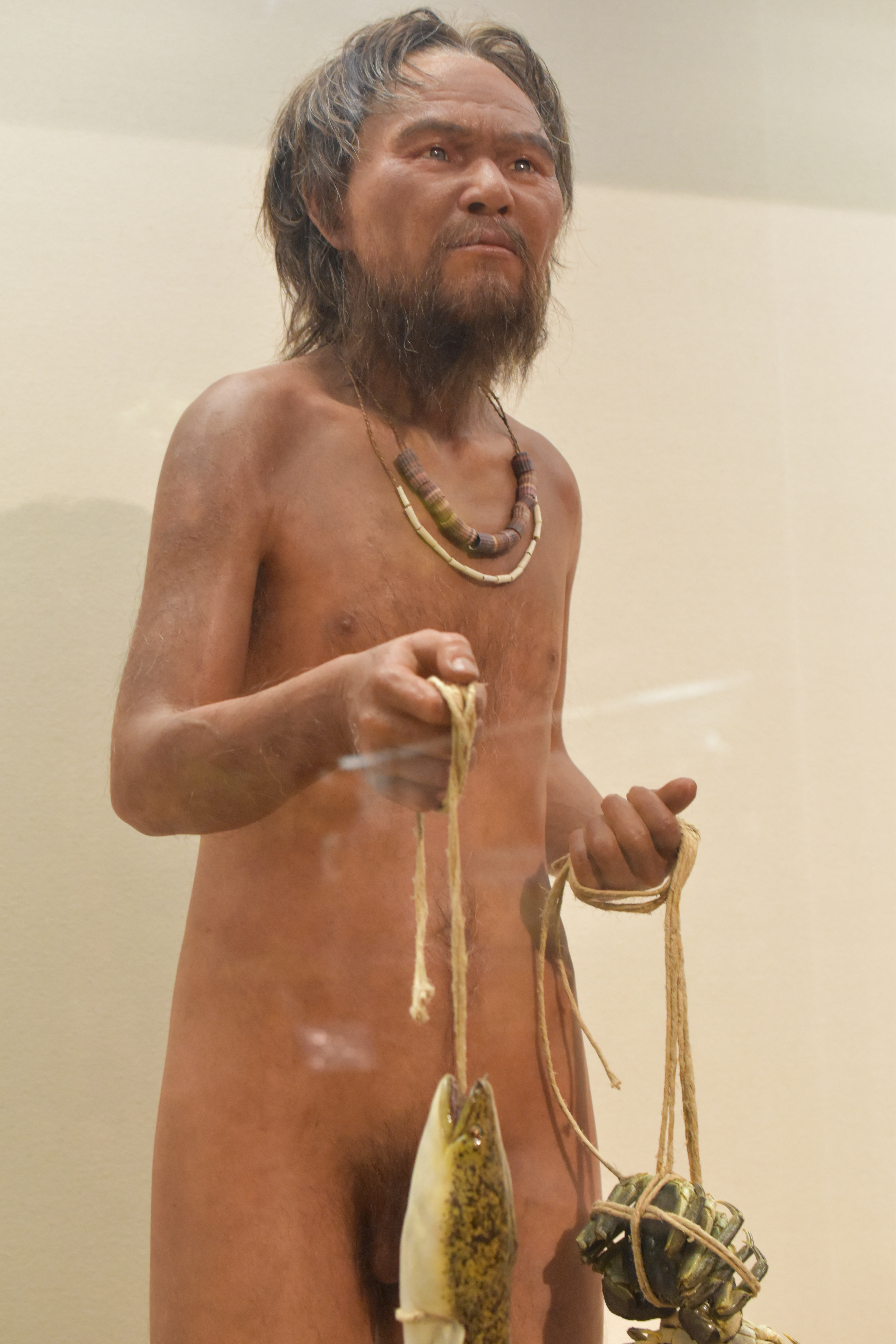
沖縄県立博物館の港川人復元模型

沖縄県立博物館・美術館は「港川人復元模型」や頭骨の複製等を所蔵している。また、遺跡が所在する八重瀬町にある八重瀬町立具志頭歴史民俗資料館には、常設展示の1つとして港川人コーナーが設けられており、全身骨格のレプリカやこれまでの研究成果が紹介されている。